# Mitu tuberosum
El paujil tuberoso o pavón pico de ají (Mitu tuberosum), también paují tuberoso, pajuí menor, paujil pico-de-hacha, pavón pico de hacha o paujil común, es una especie de ave galliforme de la familia Cracidae que se encuentra en la Amazonia, en Brasil, extremo sur de Colombia, Amazonía Peruana y noreste de Bolivia. No se conocen subespecies.

## Características
Mide 83 cm de longitud, en promedio. Plumaje negro azulado, brillante; costado, vientre y punta de la cola blancas. El pico es rojo vivo, comprimido y muy arqueado. Las patas son anaranjadas.

## Historia natural
Vive en las selvas húmedas y bosques de las tierras bajas.